# Max Rief
Max Anton Rief (* 7. September 1893 in St. Gallen; † 21. April 1980 in Regensburg) war ein deutscher Kaufmann und Politiker (CSU, WAV).

## Leben
Rief wurde 1893 in St. Gallen als Sohn des Kutschers und späteren Privatiers Anton Rief und dessen Ehefrau Theresia, geb. Stark geboren. Er besuchte das Gymnasium in Ravensburg, wo er 1912 die Abiturprüfungen ablegte. Ab dem Sommersemester 1912 studierte er Kunstwissenschaft, ab 1919 Nationalökonomie an der Universität München und vom Wintersemester 1920/21 bis zum Sommersemester 1921 an der Universität Tübingen. 1923 wurde er in Tübingen mit einer Arbeit über Die Eignung städtischer Industriearbeiter zu landwirtschaftlicher Arbeit zum Dr. sc. pol. promoviert.
Von 1921 bis 1929 war Rief als Werbeleiter angestellt. 1930 bis 1943 arbeitete er als selbständiger Möbelkaufmann in Regensburg. Nach der Machtübernahme der Nationalsozialisten 1933 wurde er zeitweilig in „Schutzhaft“ genommen. Das Möbelgeschäft musste den Betrieb 1943 einstellen. Nach Kriegsende 1945 wurde Rief zum Referenten für Wohnungs- und Siedlungswesen bei der Regierung von Niederbayern-Oberpfalz in Regensburg ernannt. 1946 wurde er Vorstand des Landsiedlungsamts bei der Regierung von Niederbayern-Oberpfalz. 1958 trat er in den Ruhestand.

## Politik
Rief war von 1932 bis 1933 Mitglied der Bayerischen Volkspartei. 1945 war er Gründungsmitglied der CSU, trat aber später zur WAV über. 1946 war er Mitglied der Verfassunggebenden Landesversammlung in Bayern. Vom 16. Dezember 1946 bis 16. März 1949 gehörte er im Bayerischen Landtag der WAV-Fraktion an, dann bis 8. November 1959 der Freien parlamentarischen Vereinigung, vom 9. November 1949 bis 16. Januar 1950 der Deutschen Partei für Freiheit und Recht und zuletzt vom 17. Januar 1950 bis 26. November 1950 der Freien Fraktionsgemeinschaft (FFG).

## Sonstiges
Rief war Gründungsmitglied des Vereins St. Pius e. V. in Regensburg.